# Circuit de la Sarthe 2016
Der Circuit Cycliste Sarthe 2016 war ein französisches Straßenradrennen im Département Sarthe. Das Etappenrennen fand vom 5. bis zum 8. April 2016 statt. Es gehörte  zur UCI Europe Tour 2016 und war dort in der Kategorie 2.1 eingestuft.

## Teilnehmende Mannschaften
| WorldTeams (5)- AG2R La Mondiale - FDJ - IAM Cycling - Katusha - Movistar Team Professional Continental Teams (11)- Androni Giocattoli-Sidermec - Cofidis, Solutions Crédits - Delko-Marseille Provence-KTM - Direct Énergie - Drapac - Fortuneo-Vital Concept - Roompot-Oranje Peloton - Team Roth - Stölting Service Group - Topsport Vlaanderen-Baloise - Wanty-Groupe Gobert |
| |

## Etappen
| Etappe    | Datum   | Etappenorte                       | type             | Länge (km) | Etappensieger                 | Gesamtführender |
| --------- | ------- | --------------------------------- | ---------------- | ---------- | ----------------------------- | --------------- |
| 1. Etappe | 5. Apr. | Château-du-Loir – Château-du-Loir | Flachetappe      | 182,8      | Marc Fournier                 | Marc Fournier   |
| 2. Etappe | 6. Apr. | Saint-Mars-la-Jaille – Angers     | Flachetappe      | 85,1       | Bryan Coquard                 | Marc Fournier   |
| 3. Etappe | 6. Apr. | Angers – Angers                   | Einzelzeitfahren | 6,8        | Anton Gennadjewitsch Worobjow | Marc Fournier   |
| 4. Etappe | 7. Apr. | Angers – Mont des Avaloirs        | Hügelige Etappe  | 190,3      | Anton Gennadjewitsch Worobjow | Marc Fournier   |
| 5. Etappe | 8. Apr. | Kloster L’Épau – Arnage           | Flachetappe      | 176        | Juan José Lobato              | Marc Fournier   |

## Wertungstrikots
| Etappe         | Etappensieger    | Gesamtwertung | Punktewertung  | Bergwertung    | Nachwuchswertung | Teamwertung                |
| -------------- | ---------------- | ------------- | -------------- | -------------- | ---------------- | -------------------------- |
| 1              | Marc Fournier    | Marc Fournier | Marc Fournier  | Marc Fournier  | Marc Fournier    | FDJ                        |
| 2a             | Bryan Coquard    | Marc Fournier | Bryan Coquard  | Marc Fournier  | Marc Fournier    | FDJ                        |
| 2b             | Anton Vorobyev   | Marc Fournier | Bryan Coquard  | Marc Fournier  | Marc Fournier    | FDJ                        |
| 3              | Anton Vorobyev   | Marc Fournier | Anton Vorobyev | Marc Fournier  | Marc Fournier    | Cofidis, Solutions Crédits |
| 4              | Juan José Lobato | Marc Fournier | Anton Vorobyev | Anton Vorobyev | Marc Fournier    | Cofidis, Solutions Crédits |
| Wertungssieger | Wertungssieger   | Marc Fournier | Anton Vorobyev | Anton Vorobyev | Marc Fournier    | Cofidis, Solutions Crédits |